# 土肥港
土肥港（といこう）は静岡県伊豆市土肥にある駿河湾に面する港湾。港湾管理者は静岡県で、地方港湾に指定されている。国連欧州経済委員会（UNECE）が制定している海港コード（UN/LOCODE）は「JP TOI」。

## 旅客航路
駿河湾フェリー
清水港と土肥港を結ぶ駿河湾フェリーのターミナルがある。

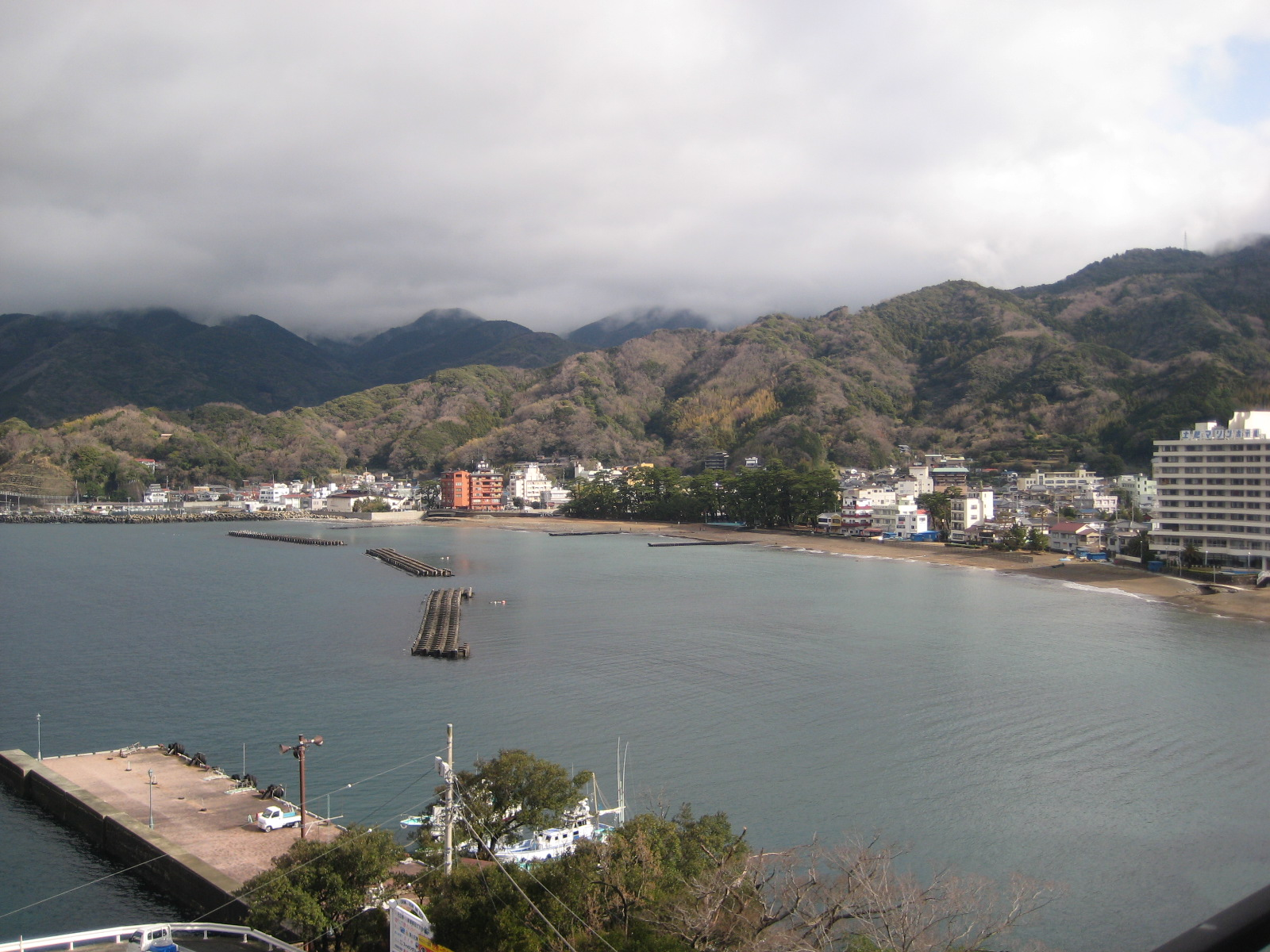
土肥港
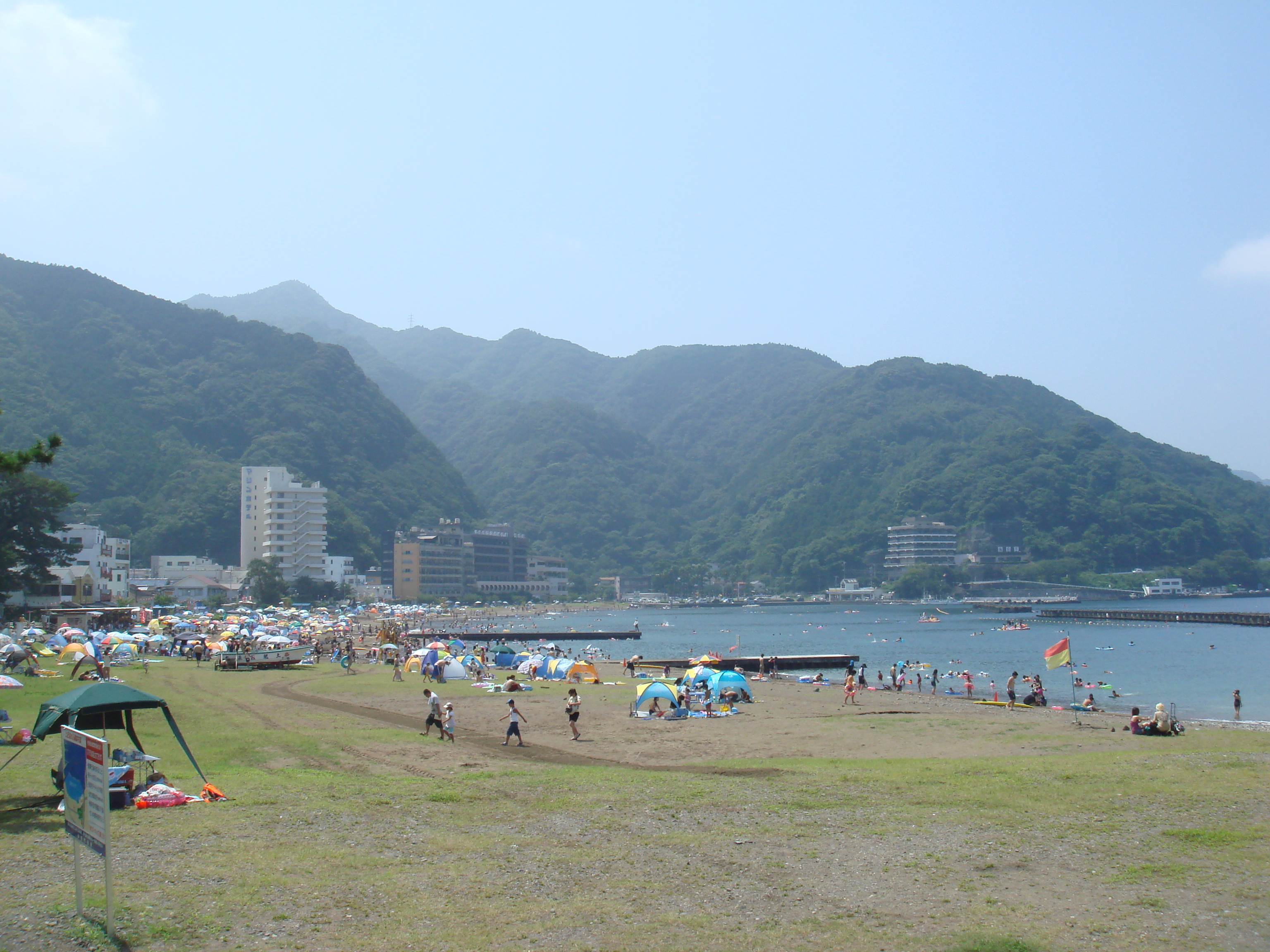
海水浴場

## 施設

### 係留施設
| 係留施設   | 係留施設         | 係留施設             | 係留施設               | 係留施設                      |
| バース名   | 延長（メートル） | 所定水深（メートル） | エプロン幅（メートル） | 天端高（メートル）            |
| ---------- | ---------------- | -------------------- | ---------------------- | ----------------------------- |
| 土肥物揚場 | 70.0             | 4.0                  | 10.0                   | H.W.L +1.7 +1.0 L.W.L 0 +2.7  |
| 屋形物揚場 | 70.0             | 3.5                  | 14.0                   | H.W.L +1.7 +0.8 L.W.L ±0 +2.5 |

## 港周辺
- 土肥温泉
- 特産物加工組合
- 旅人岬
- 恋人岬
- 最福寺
- 達磨寺

## アクセス
公共交通機関
- 三島駅から駿豆線で修善寺駅に向かい、修善寺駅から東海バスで向かう[6]。

車
- 東名高速道路沼津ICから伊豆縦貫道・修善寺道路を利用し、国道136号線で向かう[6]。
- 新東名高速道路長泉沼津ICから伊豆縦貫道・修善寺道路・国道136号線経由で向かう[6]。

駐車場
駿河湾フェリー利用者のみ利用可能の無料駐車場がある。
| 施設名       | 伊豆市土肥港駐車場                                     |
| 利用可能台数 | 乗用車35台、バイク11台、原動機付自転車10台、自転車11台 |
| 営業時間     | 8時から18時まで                                        |
| 備考         | フェリー欠航時・運休時は、入出場できない。             |